# Kichli (Schiff, 1884)
Kichli (griechisch Κίχλη = Drossel) war ein Dampfschiff der griechischen Marine. Es war eines von drei Schiffen der Kissa-Klasse, die alle nach Vogelarten benannt waren.

## Beschreibung
Das kleine Kanonenboot mit stählernem Rumpf war zum Einsatz in Küstennähe vorgesehen. Es lief 1884 bei Thames Ironworks and Shipbuilding and Engineering Company in Blackwall bei London vom Stapel. Es war 24,20 m lang, 4,88 m breit, hatte einen Tiefgang von 2,13 m und eine Verdrängung von 86 t. Als Antrieb diente eine 162 PS starke Dampfmaschine, mit der es eine Geschwindigkeit von 9 Knoten erreichte. Der Kohlenbunker hatte ein Fassungsvermögen von 20 t.

## Geschichte
Die Kichli diente zunächst zur Bekämpfung von Piraterie und Schmuggel. Sie kam 1897 während des Türkisch-Griechischen Kriegs und 1912 und 1913 während den Balkankriegen zum Einsatz. Später wurde das Schiff als Feuerschiff (griechisch Φαρόπλοιο) klassifiziert. Dies bedeutete jedoch nicht, dass es über ein Leuchtfeuer verfügte, sondern zur Wartung und Versorgung von Leuchttürmen eingesetzt wurde. Im Zweiten Weltkrieg wurde es ab 1939 als Minenleger verwendet und war im Marinestützpunkt von Poros stationiert. Nachdem die Luftwaffe mehrere Angriffe in der Umgebung geflogen hatte, entschied man sich, das Schiff in die russische Bucht zu verlegen. Um die Besatzung keiner Gefahr auszusetzen, entließ man sie und versenkte die Kichli am 29. April 1941. Der griechische Dichter Giorgos Seferis berichtete 1946, dass der Schornstein des Dampfers noch aus dem Wasser ragte. Das Wrack lag zwischen seiner Villa und dem Inselchen Daskalio. Von der Kichli ist heute kaum noch etwas vorhanden, vermutlich wurde sie verkauft und abgebrochen.

## Giorgos Seferis
Ende des 19. Jahrhunderts, als Kapitän Ioannis Vratsanos das Schiff befehligte, kam es zu einem ungewöhnlichen Ereignis. Den Behörden wurde ein umhertreibendes Schiff in der Nähe von Santorini gemeldet. Die Kichli wurde ausgesendet, um das Schiff aufzuspüren und schon bald fand man ein herren- und namenloses Schiff, auf dem es offensichtlich zu einem Kampf gekommen war. An Bord fand man nur eine Katze, aber keine Besatzung. Man schleppte das Schiff zum nächsten Hafen. Erst einige Monate später meldeten sich Fischer und klärten den Sachverhalt. Beim Fischen hatten sie das Schiff gesichtet und ihnen war sofort klar, dass es sich um ein Piratenschiff handelte. Sie konnten niemand an Deck sehen und so verhielten sie sich ruhig, bis das Schiff in ihre Nähe gekommen war. Nun fuhren sie zu dem Schiff, überwältigten und töteten die schlafende Mannschaft und warfen die Leichname ins Wasser. Die Fischer wurden für ihren mutigen Einsatz gelobt.
Diese Geschichte und der Anblick des Schornsteins der Kichli, den er von seiner Villa aus sehen konnte, inspirierte Giorgos Seferis zu dem Gedicht „Kichli“, das er am 31. Oktober 1946 verfasste. In dem düsteren Gedicht symbolisiert die Kichli das Tor zum Hades.